# Попов, Сергей Викторович (регбист)
Сергей Викторович Попов (род. 7 сентября 1982 года) — российский регбист, выступавший на позиции нападающего первой линии закрытой стороны (столба); тренер.

## Биография
Всю свою карьеру Попов провёл в московском клубе «Слава» (ранее — Слава-ШВСМ и Слава-ЦСП), воспитанником которого и являлся. В составе клуба стал серебряным (2008) и бронзовым (2007) призёром чемпионата России. Был капитаном команды. Карьеру завершил из-за травмы, став тренером нападающих в клубе. Занимается в настоящее время развитием регби в регионах России.
В составе сборной России провёл 24 игры, из них — три на чемпионате мира 2011 года. Попов был включён в предварительную заявку из 35 человек и остался в итоговой заявке после отсеивания 5 человек. Сыграл на чемпионате мира матчи против США, Ирландии и Австралии, матч с Италией пропустил из-за травмы кисти. Выступал на Суперкубке 2004 года и Кубках Черчилля 2010 и 2011 годов.